# Rosiers-d'Égletons
 Rosiers-d'Égletons  (en occitano Rosiers daus Gletons) es una comuna y población de Francia, en la región de Lemosín, departamento de Corrèze, en el distrito de Tulle y cantón de Égletons.
Su población en el censo de 2008 era de 1089 habitantes.
Está integrada en la Communauté de communes de Ventadour .

## Demografía
| 906 | 912 | 938 | 1011 | 1056 | 1012 | 1089 |
| Para los censos de 1962 a 1999 la población legal corresponde a la población sin duplicidades (Fuente: INSEE [Consultar]) |     |     |      |      |      |      |